# 주앙 2세 (포르투갈)
주앙 2세(포르투갈어: João II, 1455년 3월 3일 ~ 1495년 10월 25일)는 포르투갈의 제13대 국왕으로 포르투갈의 전성기를 이룩한 왕이며 완전왕, 무흠왕, 완미왕(포르투갈어: o Príncipe Perfeito)이라 불린다. 아폰수 5세의 아들로, 일찍부터 국정에 참여하였다. 즉위 전 아버지가 프랑스를 방문한 동안에는 나라를 대신 다스렸다. 1481년에 즉위한후 귀족의 반란을 누르고 왕권을 강화하였다. 아프리카 탐험을 열정적으로 추진하여 '희망봉'을 발견하는 업적을 쌓았다. 1494년에 에스파냐와 토르데시야스 조약을 맺어 식민지 분할선을 정함으로써 양국간에 불필요한 충돌을 제거하였다. 탁월한 재능, 강인한 의지, 원대한 포부를 가진 훌륭한 군주로 평가받고 있으나 재위 14년 만인 40세의 젊은 나이에 생을 마감하고 말았다.

## 어린 시절
리스본에서 태어났다. 아버지 아폰수 5세와 어머니 코임브라의 이사벨 사이에서 세번째 자녀이자 둘째 아들로 태어났으나 첫째 형은 유아기에 바로 사망하였기에 사실상 장남으로 성장하였다. 부왕 아폰수 5세는 섭정기를 거치며 섭정이었던 코임브라 공작의 딸과 혼인을 하였으며 친정 이후에도 대귀족들의 권력전횡에 시달리며 의타적이고 무능한 국왕이었다.
주앙 2세의 왕세자 시절은 대귀족인 브라간사 공작 가문이 강력한 권력과 부를 바탕으로 왕국의 권력을 장악한후 실권을 행사하는등 정국이 혼탁한 상황이었다. 브라간사 가문은 과거 1449년 알파로베이라 전투에서 정적인 코임브라 공작을 제거한후 실질적으로 왕국의 통치자로 굴림하며 실로 막강한 권력을 휘두르고 있었다. 브라간사 공작을 중심으로한 귀족들의 권력은 왕을 능가할 정도였고 왕권은 추락하여 귀족들의 눈치를 보았으며 부왕은 그들에게 특혜를 남발하였다. 이렇게 비대한 귀족권력은 차후 국왕으로 즉위할 주앙 왕세자에게는 항상 큰 부담으로 작용하였다.
왕자시절인 1471년에 부왕 아폰수 5세가 주도한 북아프리카 모로코 원정에 함께 참전했으며 아르질라 정복에 성공한 후 기사로 서임받았다. 1474년부터는 아프리카 무역과 탐험 업무를 위임받았다. 부왕이 국정의 일부를 넘긴 것은 카스티야 왕위 계승전쟁(1475~79)에 뛰어들기 위해서였다. 전쟁이 본격적으로 진행되자 1475년 4월에는 섭정으로 임명받았고 부왕은 전쟁에 전념하였다.

## 카스티야 왕위계승전

### 기본배경
1474년 12월, 이웃국가인 카스티야의 엔리케 4세가 사망한 후, 왕위계승 분쟁이 벌어졌다. 선왕 엔리케 4세의 이복동생인 이사벨과 엔리케 4세의 딸 후아나(1462~1530)는 서로 자신이 적법한 왕위 계승권자라고 주장하였다. 이 분쟁은 예견된 사건으로 엔리케 4세의 유일한 딸 후아나는 출생시부터 왕비의 불륜으로 태어났다는 의혹속에 생부에 대한 논란이 이어졌다. 엔리케 4세의 첫번째 결혼은 13년만에 후사가 없이 1453년에 무효가 선언되었는데, 이혼의 이유가 저주에 의한 발기부전이었다. 귀족들은 엔리케 4세가 성불구자라는 많은 정황 증거를 바탕으로 두번째 왕비의 딸인 후아나의 왕위계승권을 부인했다.
정통성 결여와 엔리케 4세의 무능한 국정운영, 왕실의 불륜등으로 인해 1464년에 귀족들이 반란을 일으켰다. 내전은 4년간 이어졌으며 엔리케 4세는 두번째 왕비 조안을 추방한후 1468년에 혼인무효를 선언하였다. 같은해 9월, 이사벨과 엔리케 4세는 토로스 데 귀산도(Toros de Guisando) 협정을 통해 내전이 종식시켰으며 엔리케 4세의 이복동생인 이사벨이 왕위계승권자가 되었다. 그러나 엔리케 4세가 이복동생 이사벨에 대한 무리한 정략결혼을 추진하자 이사벨은 이를 거부하고 1469년에 아라곤의 페르난도 왕세자와 비밀 결혼을 하였다. 이는 토로스 데 귀산도(Toros de Guisando) 협정의 조항중 이사벨은 엔리케 4세의 동의하에서만 결혼하겠다고한 약정을 위반한 것으로 이사벨의 왕위 계승권이 박탈당하는 결과를 초래했다. 이후 후계에 대해 명확하게 정리가 안된 상태에서 1474년 엔리케 4세가 사망을 하고 말았다.

### 아폰수 5세의 개입
후아나의 왕위계승권이 정당하다고 인정받은 적은 없었으며, 엔리케 4세가 죽을 당시에 그녀를 왕위계승권자로 여기지 않았다. 카스티야의 왕위는 엔리케 4세의 이복동생인 이사벨 1세가 상속받아야 했지만, 포르투갈 국왕 아폰수 5세는 카스티야 왕위를 탐내며 분쟁에 개입하였다. 1475년 후아나는 친척인 아폰수 5세에게 도움을 요청하였고 이에 호응하여 아폰수 5세는 후아나와 정혼한 후, 남편의 자격으로 왕위 계승과 카스티야, 레온 왕국의 소유권을 주장하였다. 그리고 아폰수 5세는 아내의 권리를 지킨다는 명분으로 군대를 이끌고 1475년 카스티야를 침공하였다.

### 종전과 결과
1476년 3월, 토로 전투에서 패전하는듯 했으나 주앙 왕세자가 지원군을 이끌고 오자 양쪽은 다시 대치하였고 지리한 공방전이 지속되었다. 육상과 더불어 해상에서도 전투가 벌어졌는데 해상전투에서는 포르투갈이 유리하게 진행되었다. 아폰수 5세는 프랑스 루이 11세의 도움을 얻기 위해 직접 프랑스로 갔지만, 프랑스와 동맹을 맺지 못하고 1477년 빈손이 되어 포르투갈로 돌아왔다. 지리한 전쟁이 4년간 이어졌으며 종전을 위해 양국은 1479년 알카소바스 조약을 체결하였다.
카스티야는 포르투갈에게 대서양과 북아프리카의 탐사와 무역에 대한 많은 유리한 조건들을 양보한 끝에 이사벨의 왕위계승권을 지켰고 후아나는 수도원에 들어가게 되었다. 결과에 크게 실망한 부왕 아폰수 5세는 주앙 왕세자에게 왕위를 물려준후 은퇴하였다. 이후 신트라에 있는 수도원에서 은거하다가 1481년에 사망했다.

### 알카소바스 조약
알카소바스 조약을 통해 포르투갈은 이사벨 1세의 왕위 계승을 인정하는 대신에 많은 것을 얻어냈다. 카나니라 제도애 대한 카스티야의 지배권을 제외한 양국간에 분쟁중인 모든 영토와 아프리카 해안에 대해 포르투갈의 지배권을 인정받았다. 주요지역은 기니의 광산, 마데이라, 아조레스, 케이프 베르데였다. 북아프리카의 모로코 지역에 대한 독점 정복권도 따냈다. 또한 보자도르 곶(북위 26도)을 기준으로 한 남쪽의 모든 대서양에서 항해, 정복, 지배, 무역의 독점권을 획득했다. 따라서 포르투갈은 대서양에서 알려진 영토뿐만 아니라 미래에 발견될 영토에 대한 소유권도 획득했다. 스페인(카스티야와 아라곤)은 포르투갈의 허락없이 포르투갈 소유지로 항해할 수 없게 되었다. 이러한 조항들은 이후 주앙 2세의 대서양과 아프리카 탐험 사업 전개에 매우 유리하게 작용하였다.

## 왕권강화

### 귀족들의 횡포
부왕 아폰수 5세는 1438년 고작 여섯 살이란 나이에 즉위하였다. 그러자 삼촌 페드루(코임브라 공작)가 섭정을 하였다. 아폰수 5세는 장성한 후 섭정인 삼촌 페드루의 딸 이사벨과 혼인하였는데 이로 인해 장인이 된 페드루의 권력은 왕을 능가하였다. 권력이 편중되자 이에 대해 불만을 품는 귀족들이 생겼는데 그 대표적인 인물이 브라간사 공작(1377-1461)이었다.
브라간사 공작은 아비스 왕조의 초대 군주인 주앙 1세의 서자였으나 부왕의 편애 속에 많은 재산과 권력을 상속받은 대귀족이었다. 그는 아폰수 5세와 페드루 사이를 교묘하게 이간질하여 페드루가 섭정에서 물러나도록 만들었다. 또한 지속적으로 이간질을 하고 정치공격을 가하여 페드루가 반란을 일으키도록 유도했다. 코임브라 공작이 군대를 앞세워 리스본으로 진격했으나 1449년 알파로베이라 전투에서 패배하여 죽고 말았다.
정적 제거에 성공한 브라간사 공작은 이후 정권을 잡고 측근을 기용하며 국정을 좌지우지하였다. 무능하고 유약한 국왕 아폰수 5세는 브라간사 공작에게 의지하며 그와 그의 측근 귀족들에게 각종 특혜와 이권을 남발하였다. 귀족들은 각종 특권을 누렸고 왕권은 끝없이 추락하였다. 이런 귀족들의 횡포와 각종 비리를 지켜보며 성장한 주앙 2세는 왕세자 시절부터 국정에 참여하며 남몰래 개혁의 의지를 불태우고 있었다. 그래서 1481년 공식적으로 왕위에 오른 후, 왕권강화를 위해 종친 대귀족들을 숙청하는 개혁을 과감하게 진행하였다.

### 브라간사 공작 숙청
우선 브라간사 공작에 대한 숙청작업을 진행하기 전에 스페인과 재협상을 통하여 왕세자 알폰소가 리스본에 있는 포르투갈 궁궐로 돌아와서 안전하게 생활하는 신변 안전 조치를 취하였다. 그동안 알폰소 왕자는 그의 예비신부(아스트리아의 이사벨라)와 함께 스페인과 국경선을 맞닿아 있는 국경도시 모우라에서 지내고 있었는데 이는 지난 1479년에 스페인과 체결한 알카소바스 조약중 '모우라 약정(Tercerias de Moura)'에 의해 합의된 사항이었다. 만약 숙청작업을 진행하는 중에 반발하는 귀족들이 스페인과 공모하여 반란을 일으킬 경우를 스페인에 의해 왕세자가 볼모로 잡히는 것을 예방할 필요가 있었다.
부왕 아폰수 5세의 지나치게 관대한 정책으로 인해 대귀족들의 힘이 과도하게 비대해져 있었기 때문에 우선 대귀족들이 누리던 특혜를 축소하고 특권을 제한하였다. 또한 1481년 11월에 코르테스(의회)를 소집하여 신하로서 군주에 대해 절대적으로 복종할 것을 맹세하도록 요구했다. 이런 일련의 조치에 대해 귀족들은 거세게 반발하였다. 귀족들은 당대에 부유하고 가장 강력한 권력을 지니고 있던 브라간사 공작 페르난두 2세를 중심으로 반란을 획책하며 예상대로 카스티야의 국왕 이사벨 1세와도 공모를 추진했다. 반란의 움직임을 예의주시하던 주앙 2세는 에보라에서 브라간사 공작을 전격적으로 체포하였다. 또한 약식재판을 통하여 반역죄를 확정 지은 후 신속히 처형을 집행하였다.(1483년 6월 20일)

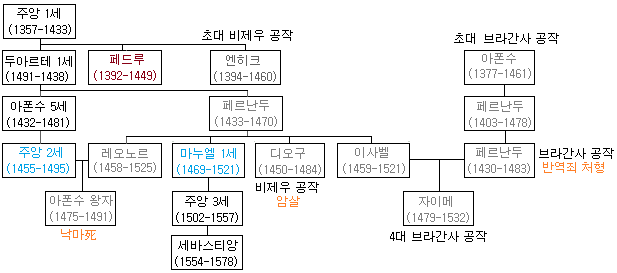
주앙 2세 계보

### 비제우 공작 숙청
브라간사 공작에 대한 숙청이 마무리되자 주앙 2세는 귀족들이 그들의 영지내에서 불법적으로 휘두르던 사법권에도 제재를 가했다. 또 다시 귀족들은 크게 반발하였고 쿠데타를 통하여 비제우 공작(1450~1484)을 새로운 왕으로 옹립하려는 계획을 꾸몄다. 은밀히 진행되던 역모 계획은 발각되었으며 주앙 2세는 태연하게 비제우 공작을 세투발로 호출하였다. 공작을 대면한 자리에서 주앙 2세는 직접 자신의 손으로 비제우 공작을 죽여버렸다.(1484년 8월)
초대 비제우 공작은 항해왕 엔히크(1394-1460)이다. 그의 부친 주앙 1세(1357-1433)가 세우타 정복에 성공한 후 정복전에서 큰 공을 세운 셋째 아들 엔히크를 비제우 공작으로 임명하였다. 1436년 3월, 엔히크는 자신의 전 재산을 조카 페르난도에게 상속한다는 유언장을 작성하였다. 페르난도는 국왕 두아르테 1세(엔히크의 친형)의 둘째 아들이다. 이런 유언장을 작성한 이유는 엔히크가 '탕헤르 원정'을 제안하였으나 국왕 두아르테가 반대하자 형을 설득하기 위해서였다.
유언장 작성 이후 원정은 승인되었고 비록 1437년에 실시한 탕헤르 원정은 대실패로 끝났으나 엔히크 사후에 비제우 공작 작위부터 그의 모든 재산이 조카 페르난도에게 상속되었다. 페르난도의 장남 디오구는 제3대 비제우 공작이었다. 주앙 2세의 할아버지때부터 시작된 비제우 공작 가문은 종친이자 대귀족이었는데 국왕이 직접 이런 가문의 수장을 숙청하자 포르투갈 귀족사회는 충격에 빠질 수 밖에 없었다.

### 숙청작업의 마무리
브라간사 가문과 비제우 가문의 광대한 영지는 모두 몰수하였고 반란 음모에 동조한 80여 명이 귀족들도 처형하였다. 선왕 아폰수 5세의 총신이였던 에보라의 주교가 역적모의에 가담한 사실이 적발되자 그를 우물에 던져 죽여버렸다. 외조부이기도 한 브라간사 공작을 숙청하고 왕비의 오빠이기도 한 비우제 공작을 직접 죽임으로써 반역자들에 대한 분노와 왕권 강화에 대한 자신의 의지를 분명히 하였다. 가담 정도가 경미한 자들은 국외추방하였고 많은 재산을 몰수하여 왕실에 귀속시켰다. 대귀족의 씨를 말리는 대대적인 숙청작업을 마치자 이후 감히 왕에게 반항하는 자가 없었고, 그의 통치 기간 동안 더 이상의 역모가 발생하지 않았다. 바야흐로 국왕으로서 절대권력을 확립하는데 성공한 것이었다.

## 탐험 사업

### 재위기간중의 업적
왕권강화에 성공한후 대서양과 아프리카 서안에 대한 탐험에 집중하였다. 선왕 치세기에는 북아프리카 정벌에 열중하였고 어느정도 성과도 거두었으나 포르투갈 경제에 실질적인 도움이 되지는 못한 채 국력만 소비하는 결과를 빚었다. 주앙 2세는 항해왕자 엔히크가 사망한 1460년 이후에 지지부진했던 아프리카 서안 탐험을 재개하여 그 지역과 교역을 늘리는 방식으로 왕실 수입을 키워나갔다. 아울러 인도를 향한 신항로 개척 가능성에 적극적으로 투자하였다. 14년이라는 짧은 재위기간에 그가 거둔 업적은 엔히크 왕자에 못지 않았다. 그의 치세 기간중 이룬 주요 탐험 업적은 다음과 같다.
- 1481년 - 나이지리아에 상조르제 요새 건립(by 디오구 데 아삼)
- 1482년 - 콩고강 발견 (by 디오구 캉)
- 1484년 - 산타마리아 곶 탐험 (by 디오구 캉)
- 1485년 - 케이프 크로스 탐험 (by 디오구 캉)
- 1488년 - 희망봉 발견 (by 바르톨로뮤 디아스)[28]
- 1493년 – 상투메 섬과 프린시페 섬에 정착 시작 (by 알바로 카민하)[29]

### 희망봉 발견(1488년)
그동안 주앙 2세의 독려와 지원속에 케이프 크로스(현 나미비아 서안)까지 탐사가 이루어지고 원양항해에 필요한 정보와 경험이 축적되었다. 이것을 바탕으로 1487년 8월에 바르톨로뮤 디아스(1451~1500)가 왕명을 받아 3척의 배를 이끌고 리스본항을 출발하였다. 인도를 향한 신항로 개척과 전설상에 존재하는 프레스터 존이 다스리는 나라를 찾아 동맹을 맺는 것이 목표였다. 5개월가량 남하하던 선단은 1488년 1월 6일에 아프리카 남서부 해양에서 엄청난 폭풍을 만난다. 폭풍으로 인해 2주가 넘는 시간동안 표류하며 떠밀리던 배는 간신히 폭풍우를 피해 항해를 이어갔으나 30일 넘게 육지를 발견할 수 없었다.
아프리카 남단을 돌아 항해하고 있음을 뒤늦게 알게 된 디아스는 동북방향으로 기수를 잡아 아프리카 남동해안을 거슬러 올라가게 되었다. 3월 12일에 보에스만강 하구에 정박을 하여 휴식을 취한 뒤에 디아스는 계속 항해하여 인도로 가기를 원했으나 폭풍에 지치고 시달린 선원들과 지휘관들이 극렬히 반대하며 귀국을 종용했고 폭동을 일으킬 기세였다. 욕심을 접고 귀국길에 오른 선단은 5월경에 '폭풍의 곶'을 발견하였고 이어진 긴 항해 끝에 1488년 12월에 리스본에 귀항하였다. 총 항해 일수는 16개월 17일이 이였으며 디아스가 발견후 이름 지은 '폭풍의 곶'은 주앙 2세에 의해 '희망봉'이라 재명명되었다. 이 항해로 얻은 가장 큰 수확은 인도로 가는 항로를 찾을 수 있다는 가능성이 현실로 다가왔다는 사실이었다.

### 토르데시야스 조약

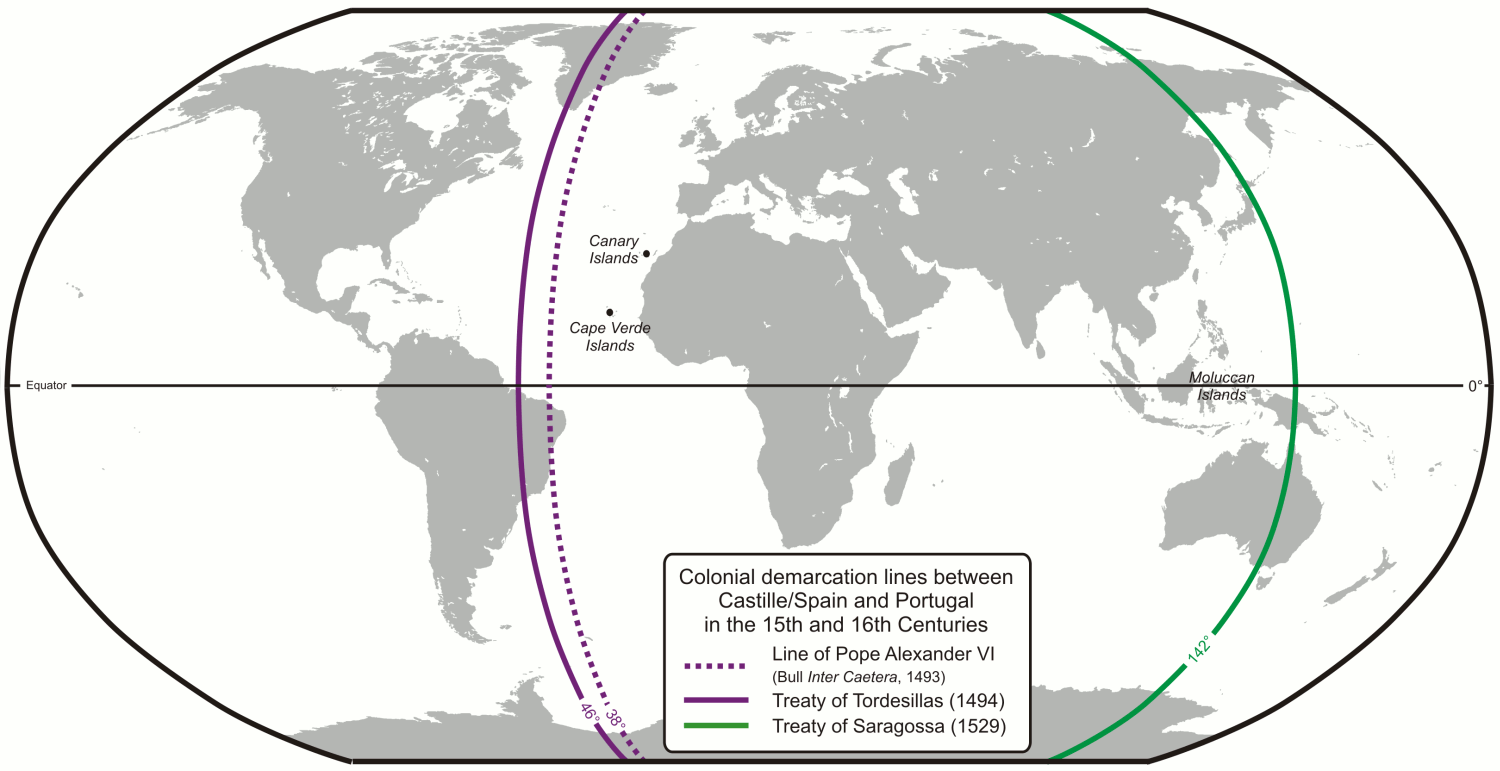
보라색 점선은 교황 알렉산데르 6세가 1493년에 지정한 경계선이고, 보라색 실선이 1494년에 수정된 경계선으로 토르데시야스 조약으로 맺어진 선이다. 태평양에 그려진 녹색선은 1529년에 태평양의 경계를 정한 선이다

#### 영토분쟁의 원인
활발히 진행되던 해양탐사는 포르투갈 내부사정 그리고 스페인과 관계악화로 인해 정체기를 맞게 되었다. 1493년 3월, 콜럼버스가 1차 항해를 마치고 귀항한 직후 스페인과 포르투갈 사이에 영토분쟁이 발생하고 말았다. 스페인이 지원한 콜럼버스가 항해를 통해 몇몇 개의 섬을 발견하고 귀국했는데 그 섬들은 1479년에 양국간에 체결된 알카소바스 조약에 따르면 포르투갈의 영토가 되기 때문이었다.
알카소바스 조약중 영토 소유권에 대한 내용을 살펴보면, 카나리아 제도와 보르도자 곶의 남쪽 바다, 북위 약 26도 선상 지평선을 기준으로 하여 북쪽은 스페인, 남쪽은 포르투갈에게 영토 소유권이 있다고 명시되어 있다. 그런데 콜럼버스가 1차 항해에서 발견한 섬들이 북위 26도 남단에 위치해 있기 때문에 그 땅을 설령 스페인이 발견했다 한들 조약에 의거하면 포르투갈 영토에 속하였다. 주앙 2세는 이를 강하게 어필하였으나 스페인은 이 주장을 받아들이지 않았다.

#### 교황의 중재안
분쟁이 해결의 실마리를 못찾고 점점 격렬해지자 양국은 교황에게 중재를 요청하였다. 교황 알렉산데르 6세는 이 문제를 해결하기 위해 1493년 5월3일 '아조레스 제도와 카보베르데 제도 서쪽으로 100 레구아(서경 38도) 떨어진 지점의 자오선을 분기점으로 하여 서쪽은 스페인, 동쪽은 포르투갈의 영토로 한다'는 칙서를 발표하였다. 그러나 이 중재안에 대해서 포르투갈이 불복한다. 콜럼버스가 발견한 섬들은 알카소바스 조약(1479년)상으로 볼 때 자신들의 영토인데도 이에 대한 어떠한 고려도 없이 스페인에게 유리한 일방적인 중재안이라고 판단했다. 교황 알렉산데르 6세가 스페인 태생으로 자신의 지지 기반이자 조국인 스페인에 유리한 결정을 내린것으로 본 것이다.

#### 양국간에 재협상
포르투갈은 교황청과 무관하게 양자간에 재협상을 요구하나 스페인이 불응하였고 포르투갈은 전쟁을 불사하겠다고 나섰다. 그래서 결국 양국은 직접 협상을 시작하였고 1494년 6월에 카보베르데 제도 서쪽으로 370 레구아(서경 약 46도 30분) 떨어진 지점의 자오선을 기준으로 하는데 합의하게 되었다. 조약이 최종적으로 서명, 발표된 도시가 스페인의 토르데시야스 이기에 토르데시야스 조약이라고 하게 되었고 이때 조약 원본은 현재 유네스코 세계기록문화유산으로 지정되어 있다.

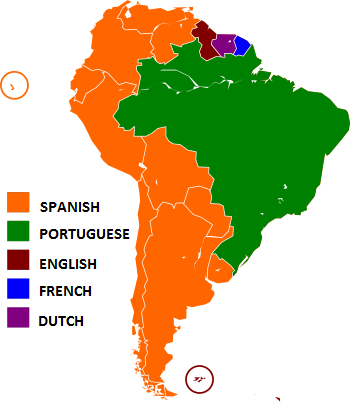
남아메리카의 언어 분포도

교황 알렉산데르 6세는 자신의 중재안에 반발하여 양국간에 재협상이 벌어진것에 대해 교황으로서의 자신의 권위를 양국이 인정하지 않는 것이기에 불쾌하였으나 침묵하였다. 교황의 권위가 하늘을 찌르던 시절이라면 당장에라도 양국의 왕들을 파문시키겠지만, 아비뇽유수(1309-1377)와 서구교회 대분열(1378-1417)등으로 교황권이 많이 추락한 시점이라 참을 수밖에 없었다. 토르데시야스 조약은 1506년이 되어서야 216대 교황 율리오 2세에게 승인을 받았다.

#### 브라질의 공용어
새로운 기준선인 서경 46도 30분이 현 브라질의 상파울로 지점을 지나게 됨으로써 1500년 4월 22일에 포르투갈 탐험가 페드루 알바레스 카브랄에 의해 발견된 브라질은 이후 포르투갈의 식민지가 되었고 그 나머지 남미지역은 스페인의 식민지가 되었다. 그래서 중남미 대부분의 국가가 스페인어를 공용어로 사용하는데 반하여 브라질 만이 유일하게 포르투갈어를 공용어로 사용하게 되었다. 16세기 후반에 뒤늦게 대서양을 통한 신대륙 탐사와 신항로 개척에 뛰어든 프랑스, 영국,네덜란드 등은 이 조약을 무시하였으며, 1580년에 스페인의 펠리페 2세에 의하여 포르투갈이 합병되는 바람에 의미를 잃어버리게 되었다.

### 콜럼버스의 제안 거절

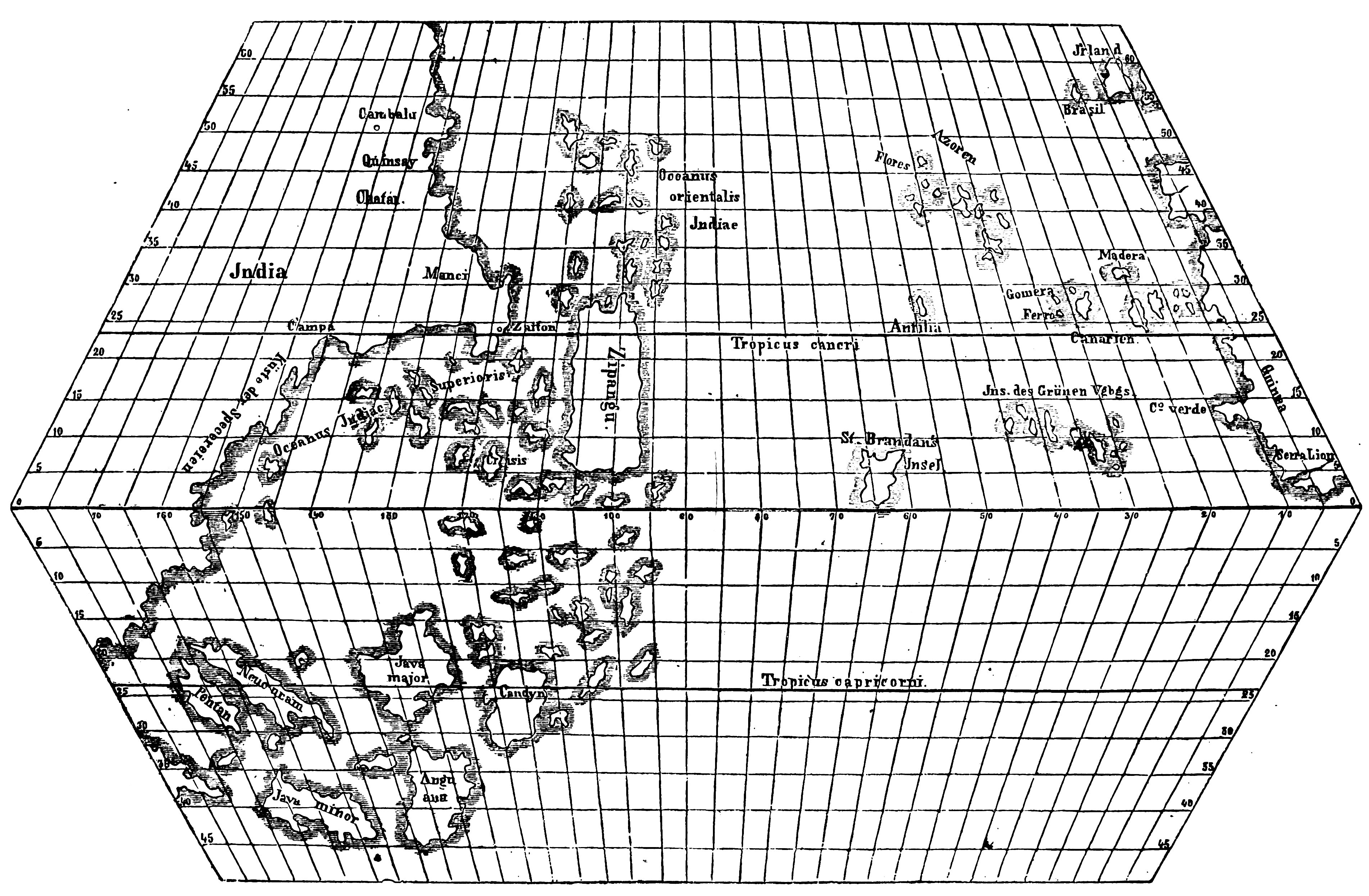
토스카렐리의 지도. 원본은 유실되어 존재하지 않으며 1894년에 독일의 헤르만 바그너가 고증을 통해 복원한 지도이다.

1474년, 이탈리아 피렌체 출신의 천문학자겸 지리학자인 토스카넬리(1397~1482)가 인편을 통하여 포르투갈 아폰수 5세에게 한통의 서신을 전달한다. 내용은 지구 구형설에 입각하여 대서양을 서쪽으로 횡단하며 항해하여 인도로 가는 신항로 개척의 제안과 지도였다. 이 제안은 여러 국내외 사정으로 인해 보류되었다. 토스카넬리의 서신에 대한 정보를 뒤늦게 입수한 콜럼버스는 그에게 편지를 보냈는데 토스카넬리는 아폰수 5세에게 보냈던 서신과 지도의 복사본을 콜럼버스에게 보내면서 탐험에 나설 것을 독려했다. 이 자료를 바탕으로 1484년 콜럼버스(1450-1506)는 '대서양 횡단' 인도향 신항로 개척 기획안을 주앙 2세에게 제출했으나 거절 당하였다.

### 포르투갈 탐험에 대한 논란
포르투갈 탐험의 진정한 범위는 학문적 논쟁의 대상이 되어 왔다. 한 이론에 따르면, 몇몇 항해는 이웃한 스페인의 경쟁을 우려하여 비밀로 유지되었다고 한다. 특히 양국간 단독협상이 진행되기 전에 이미 포르투갈은 남아메리카의 동단부에 대한 탐사가 이루어졌고 브라질 역시 발견한 상태였기에 이 땅을 자국의 영토로 만들기 위해 분계선을 서쪽으로 이동시키려고 노력했다는 것이다. 그러나 이에 대한 자료나 이 시기의 기록물들은 1755년 리스본 대지진 이후 화재로 대부분이 소실되었으며, 지진 중에 소실되지 않은 것은 전쟁 중에 도난당하거나 소실되었다는 주장만 존재하고 있어 실체를 알수는 없다.

## 유대인 정책
1492년 1월 레콩기스타를 완성한 스페인은 유대인을 추방하기 위해 같은해 3월 알함브라 칙령을 선포했다. 추방령이 떨어지자 스페인내 유대인 공동체는 포르투갈에 사절단을 파견하여 자신들의 이주에 대한 허락을 요청해왔다. 주앙 2세는 유대인들이 상업, 금융, 법률등에 경험과 지식이 많은 점을 국가부흥에 활용하기 위해서 조건부로 이들을 수용했다. 우선 600여개에 달하는 부유한 유대인 가문의 영구정착을 허용했다. 그 밖에 유대인들에 대해서는 일정액수를 받고 10개월간 임시체류를 허가하고 해외 이주를 위한 배편을 주선해주기도 했다.

## 결혼과 자녀
사촌인 레오노르(1458~1525)와 1471년에 결혼하였다. 레오노르는 부왕 아폰수 5세의 동생인 페르난두(비제우 공작)의 딸이다. 비제우 공작 페르난두는 평생 독신으로 지낸 항해왕자 엔히크(1394~1460)의 막대한 재산을 상속받아 매우 부유한 귀족이었다. 레오노르는 1475년에 아폰소 왕자를 낳았다. 그러나 아라곤 페르난도 2세의 장녀 이사벨과 결혼 후 얼마 안된 1491년 7월에 낙마사고를 당하여 외동아들이었던 아폰소 왕세자가 16살에 나이로 죽고 말았다. 두명의 정부를 통해 2명의 사생아를 두었다.

## 사망
1491년에 발생한 왕세자 아폰소의 죽음은 주앙 2세에게 커다란 슬픔이었다. 그러나 슬퍼할 겨늘도 없이 후계자를 정해야 했다. 사생아인 조르즈를 교황의 승인하에 적자로 만들어 왕국을 물려줄까 하는 고민도 해보았다. 그런 이유는 사촌이자 왕비의 남동생인 마누엘은 군주로서 자질이 너무 부족했기 때문이다. 또한 왕비는 자신의 동생 이외에 사생아를 후계자로 삼는 것에 대해 극렬히 반대하였다. 서자에게 왕위를 물려줄 경우에 자신(주앙 2세)이 죽은 후에 정통성 시비로 인해 국론이 분열될 것이 분명하였다. 어쩔 수 없이 고민 끝에 마누엘을 후계로 정하였다. 그러나 고통속에 지칠대로 지친 주앙 2세는 1495년 10월 향년 40세의 젊은 나이에 알보르에서 숨지고 말았다.

## 관련 서적
- 송동훈 <대항해 시대의 탄생> 시공사
- 주경철 <대항해시대> 서울대학교 출판사
- 진 프리츠 <삐딱하고 재미있는 세계탐험 이야기> 푸른숲
- 강석영 <스페인·포르투갈사> 미래엔
- 이병철 <세계 탐험사 100장면> 가람기획
- 두산백과 - 주앙 2세
- 다음백과 - 주앙 2세